# Catalepis gracilis
Catalepis és una gènere monotípic de plantes de la subfamília de les cloridòidies, família de les poàcies. La seva única espècie: Catalepis gracilis Stapf&Stent, és originària de Sud-àfrica.
Fou descrit per Stapf & Stent i publicat a  Bulletin of Miscellaneous Information Kew 1929(1): 11. 1929.